# Оберстгрупенфюрер

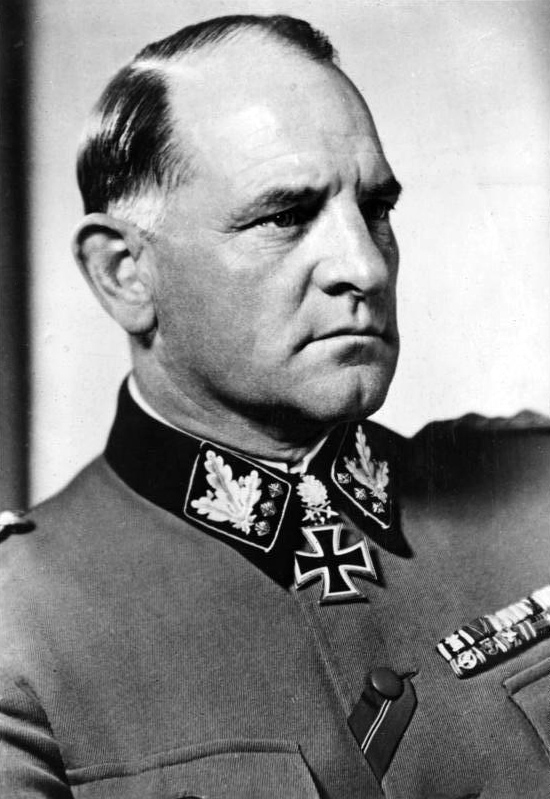
СС-Оберстгрупенфюрер і генерал-полковник Ваффен-СС Йозеф «Зепп» Дітріх

СС-Оберстгрупенфюрер (нім. SS-Oberstgruppenführer) — звання вищого офіцерського складу в СС, за винятком звання та посади рейхсфюрера СС (яке носив Гіммлер Генріх) та звання «Верховний керівник СС» (нім. Der Oberste Fuehrer der SS), яке з січня 1929 року носив Гітлер. Іноді звання писалося як «SS-Oberst-Gruppenführer» та перекладалося як вищий лідер групи СС.
Відповідало званню генерал-полковника у Вермахті та генерал-адмірала в Крігсмаріне, в інших країнах дорівнювало званню повного генерала.
Звання було введене в квітні 1942 року унаслідок різкого збільшення штатної чисельності Ваффен-СС в 1941—1942 роках. При присвоєнні цього звання CC його володар відповідно до прийнятої для інших генеральських звань СС отримував дублююче звання відповідно до раніше отриманого дублюючого звання:
- СС-Оберстгрупенфюрер і генерал-полковник поліції — нім. SS-Oberstgruppenführer und der General-oberst der Polizei
- СС-Оберстгрупенфюрер і генерал-полковник Ваффен-СС — нім. SS-Oberstgruppenführer und der (Panzer)general-oberst der Waffen SS

Це звання носили лише п'ятеро членів СС, з яких лише 2 мали відношення до бойових частин СС: Хауссер та Дітріх
- 20 квітня 1942 року — Франц Ксавер Шварц (1875–1947), СС-Оберстгрупенфюрер (мав це звання як почесне);
- 20 квітня 1942 року — Курт Далюге (1897–1946), СС-Оберстгрупенфюрер і генерал-полковник поліції;
- 1 серпня 1944 року — Йозеф Дітріх (1892–1966), СС-Оберстгрупенфюрер і генерал-полковник танкових військ СС;
- 1 серпня 1944 року — Пауль Хауссер (1880–1972), СС-Оберстгрупенфюрер і генерал-полковник військ СС;
- 20 квітня 1945 року — Карл Вольф (1900–1984), СС-Оберстгрупенфюрер і генерал-полковник військ СС.

У 1944 році Гіммлер запропонував це звання Альберту Шпеєру, проте той відмовився, не бажаючи бути під владою Рейхсфюрера СС. Герману Герінгу також на початку 1945 року було запропоновано звання СС-оберстгрупенфюрера, але той також відмовився через відчуття неприязні до Гіммлера.
Спадкоємець Гіммлера, Карл Ханке був призначений Рейхсфюрером СС, маючи звання СС-обергрупенфюрера.
Знаки розрізнення CC-оберстгрупенфюрера та генерал-полковника Ваффен-СС

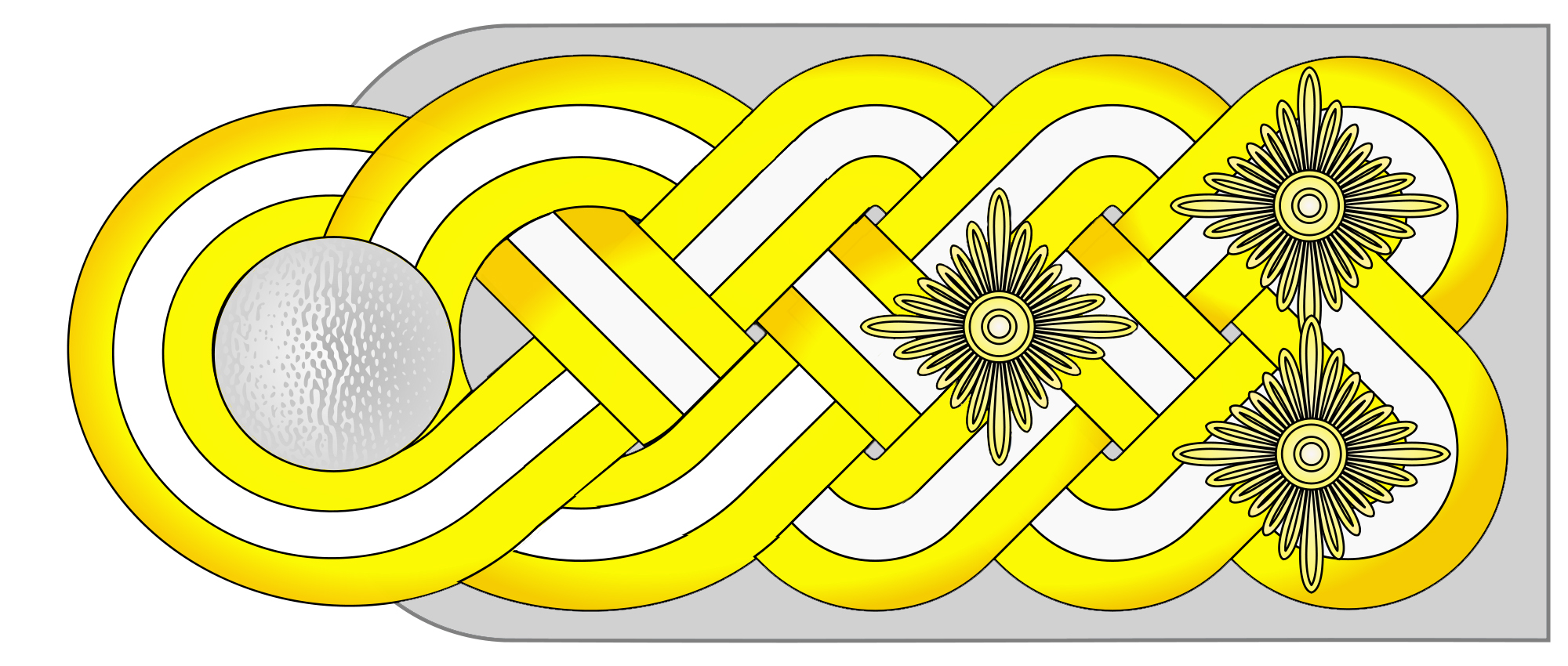
Погон
Петлиці
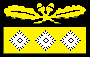
Маскувальний костюм